# 紅谷灘区
紅穀灘区（こうこくたん-く）は、中華人民共和国江西省南昌市に位置する市轄区。区東部に贛江が流れる。
前身は2002年5月15日に設置された紅穀灘新区。2019年12月13日に市轄区へ改編された。

## 行政区画
- 街道:沙井街道、衛東街道、生米街道、鳳凰洲街道、紅角洲街道、九竜湖街道、竜興街道
- 鎮:流湖鎮
- 郷:厚田郷

## 交通

### 鉄道
- 南昌地下鉄
  - ■1号線

（双港駅方面）- 長江路駅 - 珠江路駅 - 廬山南大道駅 - 緑茵路駅 - 衛東駅 - 地鉄大廈駅 - 秋水広場駅 -（瑶湖西駅方面）
  - ■2号線

南路駅 - 大崗駅 - 生米駅 - 九龍湖南駅 - 市民中心駅 - 鷹潭街駅 - 国博駅 - 西站南広場駅 - 南昌西駅 - 龍崗駅 - 国体中心駅 - 臥龍山駅 - 嶺北駅 - 前湖大道駅 - 学府大道東駅 - 翠苑路駅 - 地鉄大廈駅 - 雅苑路駅 - 紅谷中大道駅 - （南昌駅方面）
  - ■4号線

### 道路
- 高速道路
  - 昌樟高速道路（中国語版）

- 国道
  - G320国道